# Гуляев, Александр Михайлович
Александр Михайлович Гуляев (род. 1935) — советский и российский учёный, доктор технических наук, профессор.
Автор более 180 научных работ, соавтор патентов.

## Биография
Родился 24 февраля 1935 года.
После окончания школы поступил в 1952 году в Московский инженерно-физический институт, но окончил Московский энергетический институт (в 1958 году). Вся последующая трудовая деятельность Александра Гуляева стала связанной с кафедрой «Полупроводниковая электроника» («Полупроводниковые приборы») МЭИ.
С марта 1958 по ноябрь 1963 года он работал ассистентом кафедры (в 1962—1963 годах исполнял обязанности заместителя заведующего
кафедрой). В 1963 году поступил в аспирантуру МЭИ, которую окончил в 1967 году, защитив кандидатскую диссертацию на тему «Разработка и
исследование датчиков Холла на основе тонких слоев антимонида индия». С марта 1970 года работал доцентом кафедры; в сентябре этого же года был направлен на стажировку в Великобританию. По возвращении из командировки, с сентября 1971 по февраль 1979 года был деканом
вечернего факультета электронной техники, совмещая эту работу с обязанностями заместителя председателя приёмной комиссии МЭИ (по вечернему отделению вуза). В феврале 1979 года Гуляев стал исполняющим обязанности декана Электротехнического факультета, а с сентября 1980 по июнь 1986 года был деканом ЭТФ.
В 1990 году защитил докторскую диссертацию на тему «Технология приготовления на неориентирующих подложках и электрофизические свойства плёнок антимонида индия, предназначенных для создания акустоэлектронных и гальваномагнитных приборов», в 1991 году стал профессором. С мая 1991 по июнь 2001 года был заведующим кафедрой; затем по 2006 год являлся первым заместителем заведующего кафедрой. Был научным руководителем 11 кандидатов наук и консультантом одного доктора наук. С 1993 года является научным руководителем ежегодного научно-методического семинара «Флуктуационные и деградационные процессы в полупроводниковых приборах».

## Заслуги
- За большой трудовой вклад и плодотворную многолетнюю деятельность был удостоен в 2004 году премии МЭИ «Почёт и признание».[4]
- Был награждён орденами «Знак Почёта» и «За службу России» (общественная награда); медалями «Ветеран труда», «За доблестный труд, в ознаменование 100-летия со дня рождения В.И. Ленина», «В память 850-летия Москвы». Также награждён серебряной медалью ВДНХ СССР за работу «Тонкопленочный конвольвер».
- Удостоен звания «Заслуженный работник высшего образования РФ», почётных знаков Минобразования СССР и России, а также общества «Радиотехника и электроника им. А.С. Попова».